# Mühltal (Hessen)
Mühltal is een gemeente in de Duitse deelstaat Hessen, gelegen in de Landkreis Darmstadt-Dieburg.
Mühltal telt 13.918 inwoners.
Mühltal is onderverdeeld in de volgende gemeentekernen:
- Nieder-Ramstadt

- Traisa

- Nieder-Beerbach

- Waschenbach

- Frankenhausen

- Trautheim

- In der Mordach

Alsbach-Hähnlein ·
Babenhausen ·
Bickenbach ·
Dieburg ·
Eppertshausen ·
Erzhausen ·
Fischbachtal ·
Griesheim ·
Groß-Bieberau ·
Groß-Umstadt ·
Groß-Zimmern ·
Messel ·
Modautal ·
Mühltal ·
Münster ·
Ober-Ramstadt ·
Otzberg ·
Pfungstadt ·
Reinheim ·
Roßdorf ·
Schaafheim ·
Seeheim-Jugenheim ·
Weiterstadt